# Sandy Creek (New York)
Sandy Creek è un comune degli Stati Uniti d'America, situato nello stato di New York, nella contea di Oswego.